# Lopezus karakumicus
Lopezus karakumicus är en insektsart som beskrevs av Krivokhatsky 1990. Lopezus karakumicus ingår i släktet Lopezus och familjen myrlejonsländor. Inga underarter finns listade i Catalogue of Life.